# Froment-Manöver
Das Froment-Manöver ist ein medizinisches Untersuchungsverfahren, durch das ein Rigor verstärkt und damit besser diagnostiziert werden kann. Der Untersucher bewegt bei dieser Untersuchung etwa den Arm einer Person im Hand- oder Ellenbogengelenk. Diese bewegt dann auf Aufforderung willkürlich auch den gegenüberliegenden (kontralateralen) Arm, etwa mit wiederholten Greifbewegungen. Im Falle eines positiven Froment-Manövers nimmt der Dehnungswiderstand im passiv durchbewegten Arm aufgrund eines Rigors zu. Der Test spielt insbesondere eine Rolle in der Diagnostik eines leichten Rigors bei der Parkinson-Krankheit und kann auch am Bein durchgeführt werden.
Das Froment-Manöver ist abzugrenzen vom Froment-Zeichen, das bei Schädigungen des Nervus ulnaris auftreten kann. Beide Untersuchungen gehen auf den französischen Neurologen Jules Froment zurück.